# François-Zacharie Roussin

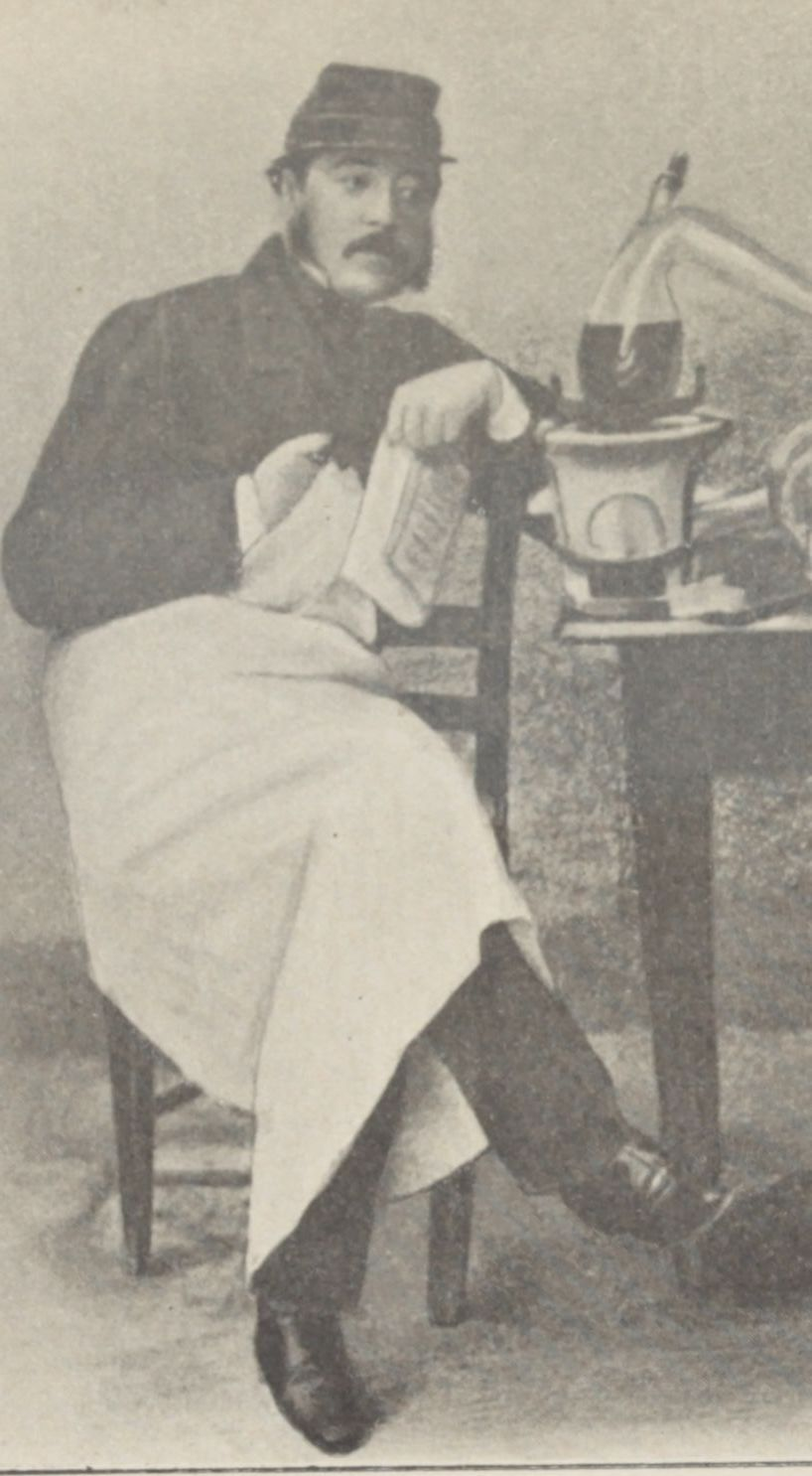
François-Zacharie Roussin

 François-Zacharie Roussin (* 6. September 1827 in Moulins (Ille-et-Vilaine); † 8. April 1894 in Paris) war ein französischer Chemiker und Apotheker.

## Biographie
Die Eltern von Roussin waren Françoise Roussin und Angélique Daligaut, eingesessene Papiermacher. Nach der Grundschule in Fougères und Gymnasium in Rennes studierte er von 1846 bis 1847 an der Ecole de médicine et de pharmacie de Rennes wo er den Abschluss mit Auszeichnung (Jahrgangsbester) bestand. Während seiner Studienzeit arbeitete er bei Destouches als Assistent zur Vorbereitung von Experimenten.
Entgegen dem Wunsch seiner Eltern in Fougères Apotheker zu werden, wollte Roussin die großen Möglichkeiten in seinem Fachgebiet ausschöpfen. Deshalb zog es ihn, wie viele junge Leute 1848, im Zuge der Februarrevolution, in die Hauptstadt Paris. 1849 begann Roussin dort sein Studium am Internat des hôpitaux de Paris, das er 1852 an der Ecole de Paris mit Auszeichnung abschloss, was den Erlass der Studiengebühren nach sich zog. Schon während des Studiums gelang ihm 1851 erstmals die Extraktion von Mannit aus den Blättern des Flieders. Weiterhin konnte er 1852 die Synthese von Nitroprussid verbessern.
1853 trat er der Französischen Armee bei und wurde in Algier im Hôpital du Dey stationiert. 1857 wurde Roussin zum Supervisor am Militärhospital Val-de-Grâce befördert. In diesem Jahr wurde er auch zum beigeordneten Professor für Chemie und Toxikologie ernannt.
1859 heiratete er Clémentine Chagnet und wurde Mitglied in der Societé de pharmacie. Auch nahm er seine Arbeit als Redakteur der Zeitschrift Annales de hygiéne publique et de médicine légale auf. Im gleichen Jahr erfolgt seine Berufung zum toxikologischer Gutachter bei Gericht. Durch diese Aufgabe entstand eine Freundschaft mit dem Rechtsmediziner Auguste Ambroise Tardieu, mit dem er auch drei Bücher verfasste.
Ab 1861 experimentierte Roussin mit dem bis dahin wertlosen Naphthalin, entdeckte das Naphthazarin und synthetisierte als erster Chemiker einen Azofarbstoff (orange). Weiterhin das nach ihm benannte schwarze und rote Roussin’sche Ammoniumsalz. Im selben Jahr wurde seine Tochter Marie Amélie geboren.
Roussin hatte jedoch kein Patent auf seine Verfahren Azofarben herzustellen angemeldet, was sich der deutsche Chemiker Heinrich Caro zunutze machte.
1868 wurde er zum Ritter der Ehrenlegion ernannt. 1871 Während des Deutsch-Französischen Kriegs blieb er in Paris und wurde, als Militär, durch die Kommunarden in Haft genommen, kam aber bereits nach wenigen Tagen wieder frei.
Durch die Extraktion aus der Süßholzwurzel entdeckte er 1873 das Glycyrrhizin, was er in seinem Buch De la nature de la matière sucrée de la racine de réglisse beschreibt. Weiterhin wurde er zum Hauptapotheker zweiter Klasse befördert. Damit ging seine Abordnung als Chefapotheker des grand hôpital de militaire von Lyon einher. Nach seiner Rückkehr nach Paris im Jahr 1875 wurde er zum Apotheker erster Klasse befördert und zum Chefapotheker am Militärkrankenhaus Gros-Caillou ernannt. Bei der Weltausstellung 1878 erhielt er für sein Lebenswerk die Silbermedaille. 1879 wurde Roussin mit der Neuordnung des medizinischen Dienstes der französischen Armee beauftragt. Wegen der Versetzung als Chefapotheker zu den Kolonialtruppen nach Algerien nahm Roussin den Abschied vom Militär. Die Abfindung betrug 250.000 FF (ein Arbeiter verdiente zu dieser Zeit durchschnittlich 2.500 FF im Jahr). 1886 erhielt er, nachträglich, ein Preisgeld über 3.000 FF von der Société encouragement á l´Industrie für die Nutzbarmachung von Naphthalin.
Roussin führte seine Forschung auch in der Folgezeit fort. Für den Nachweis von Nikotin entwickelte Roussin ein Verfahren, bei dem durch erhitzen nadelförmige Kristalle, die Roussin’schen Kristalle, entstehen. Weiterhin meldete er das erste Patent auf mechanisch beständige Färbung feuerfester Fasern an.
Roussin starb 67-jährig in seinem Labor durch eine Vergiftung, die durch die defekte Beleuchtung, damals mit Stadtgas betrieben, ausgelöst wurde.

## Veröffentlichungen
- Falsification des vins par l’alun, Anales de hygiéne publique et de médicine légale
- De la nature de la matière sucrée de la racine de réglisse
- Étude médico-légale et clinique sur l’empoisonnement, (1875), Mit A. Tardieu
- Mémoire sur la coralline, et sur le danger que présente l’emploi de cette substance dans la teinture de certains vêtements (1869), Mit A. Tardieu
- Relation médico-légale de l’affaire Couty de la Pommerais, (1864), Mit A. Tardieu